# NGC 2951-1
NGC 2951-1 je eliptična galaksija u zviježđu Vodenoj zmiji. Blizu je galaksije NGC 2951-2.

## Vanjske poveznice
- SEDS: NGC 2951